# Lamorna Birch
Samuel John Birch, noto come Lamorna Birch (7 giugno 1869 – 7 gennaio 1955), è stato un artista britannico che si fece una fama con i suoi dipinti ad olio ed acquarelli. Su suggerimento del collega artista Stanhope Forbes, Birch adottò il soprannome "Lamorna" per distinguersi da Lionel Birch, un artista che lavorava nella stessa zona in quegli anni.

## Biografia
Lamorna Birch nacque a Egremont a Wallasey, Cheshire, Inghilterra. Sostanzialmente fu un autodidatta dal punto di vista artistico, eccettuato un breve periodo di studio presso l'Académie Colarossi di Parigi durante il 1895.
Benché fosse un pittore del nord dell'Inghilterra, il suo periodo artistico più importante è stato quando si stabilì a Lamorna, in Cornovaglia, nel 1902, tant'è che molti dei suoi più famosi quadri datano a questo periodo ed il bel Lamorna Cove ne è di solito oggetto. Era stato attratto in Cornovaglia dal gruppo di artisti Newlyn ma finì per crearne un secondo, suo proprio, basato intorno alla sua nuova patria d'adozione, Lamorna .
Espose alla Royal Academy dal 1892 e tenne la sua prima mostra personale alla Fine Art Society nel 1906. Si stima che abbia prodotto più di 20.000 dipinti.
La mostra Shades of British Impressionism Lamorna Birch and his Circle è stata allestita nel Mezzanino del Warrington Museum & Art Gallery nell'ottobre 2004, esplicitando anche i suoi legami con artisti quali Henry Scott Tuke e Thomas Cooper Gotch e molti altri che si stabilirono nella colonia artistica locale tra il 1880 ed il 1890. "Questi pittori hanno contribuito a cambiare il volto di arte britannica. La loro enfasi sul colore e la luce, verità e realismo sociale ha portato una rivoluzione nell'arte britannica." dice il catalogo per la mostra. 
Dipinti di Birch si trovano alla Penlee House e nella collezione del Derby Art Gallery.